# 3区 (パリ)

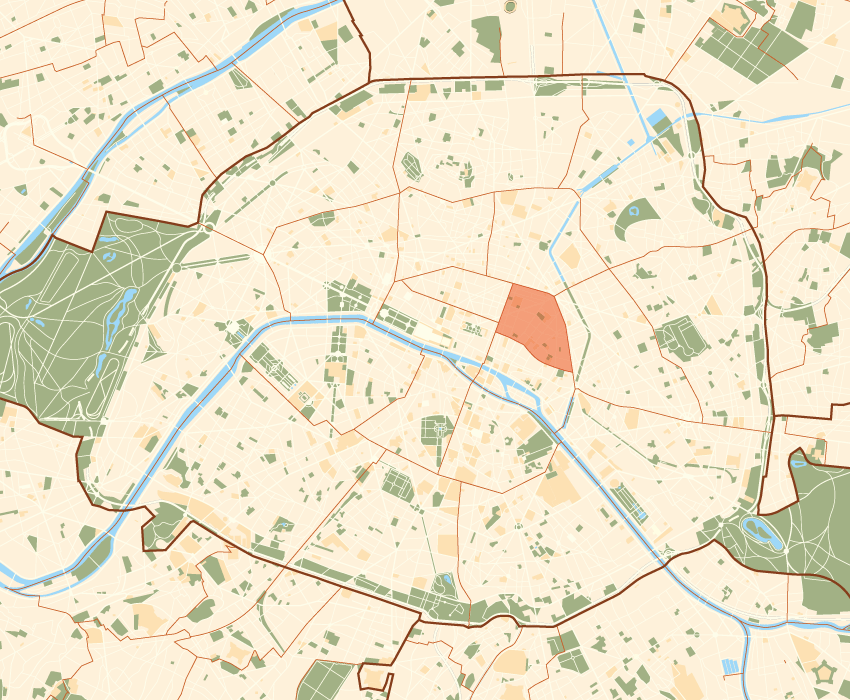
パリ・3区の位置

パリの3区  (3く、仏: 3e arrondissement de Paris) は、フランスの首都・パリ市を構成する20の行政区のひとつである 。第3区、パリ3区ともいう。市のほぼ中央にあり、1区の北東に位置している。

## 概要
パリの3区は、市のほぼ中央にある行政区。「タンプル区 (Arrondissement du Temple)」と呼ばれることもある。区域は、台形に近い形をしている。区の境界線の北東の角には、レピュブリック広場がある。人口は34,248人（1999年）で、20区の中では4番目に少ない（人口の推移等詳細については後述）。
区の名称は、市の中央部から時計回りに螺旋を描くようにして各区に付けられた番号を基にしており、当区はその3番目にあたることから、「3区」と名づけられた。
3区から4区にかけての地域はマレ地区と呼ばれ、現在ユダヤ人街として知られているが、それまでの歴史のある貴族の館が立ち並ぶ地域である。3区には、スービーズ館、サレ館、ゲネゴー館などが現存しており、カルナヴァレ博物館、ピカソ美術館のように美術館や博物館に転用されているものもある。また、フランス革命の際、国王一家が幽閉されたタンプル塔があった（現存していない）。

## 地理

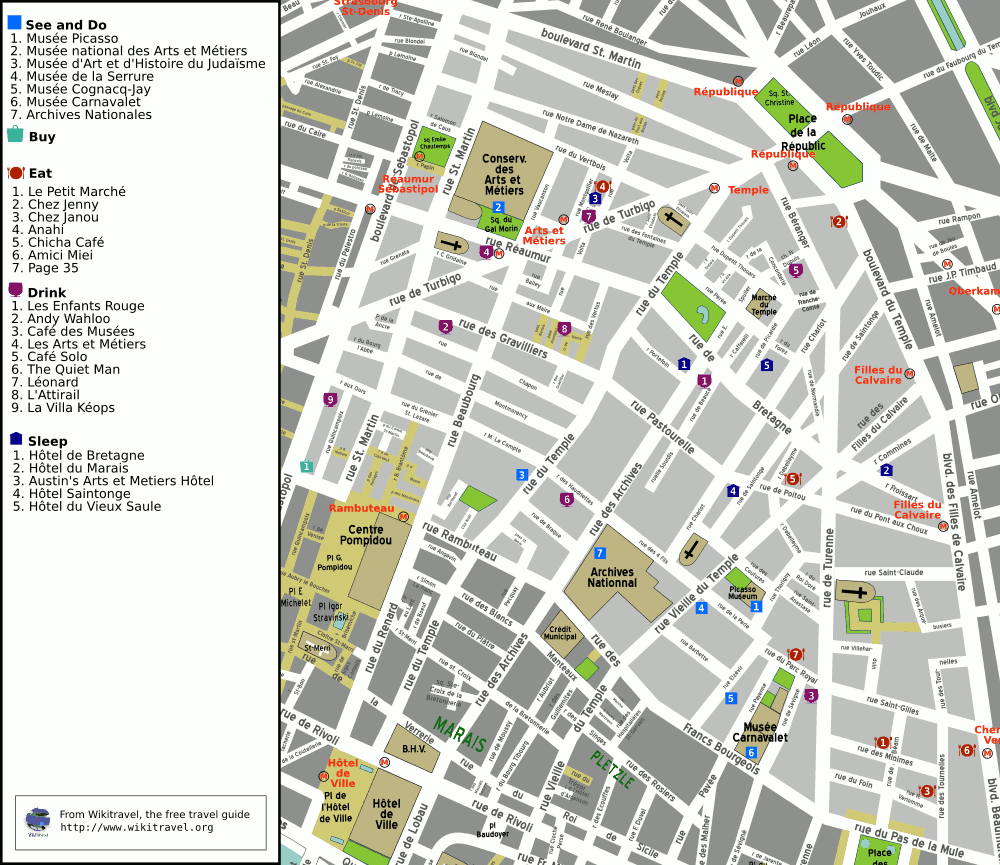
パリ・3区の詳細地図

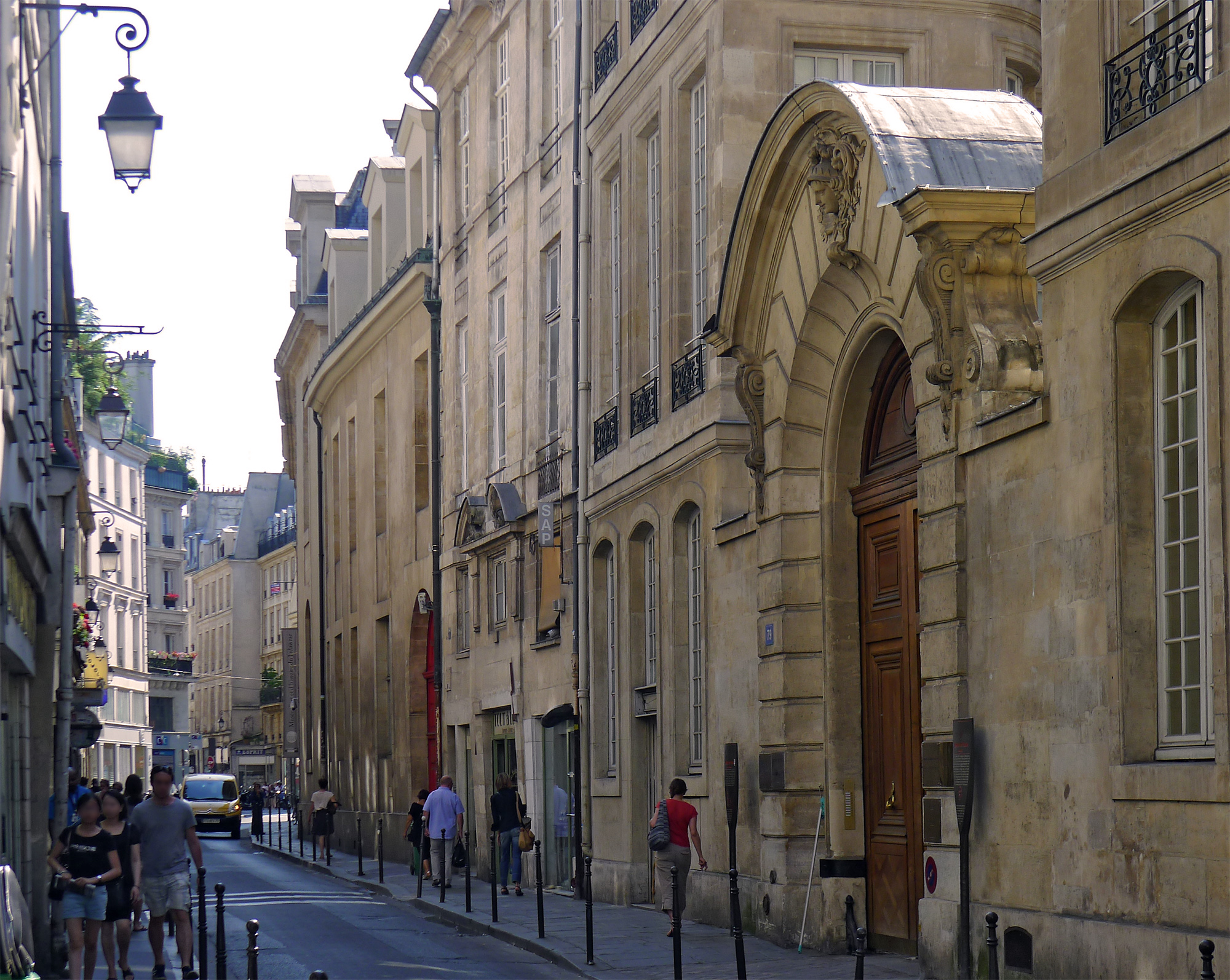
Rue du Temple : タンプル通り界隈は、かつて第一次世界大戦での労働需要で居住した中国人により中華街が今日に至るまで形成されているが、現在はパリ13区トルビアック通り南側に大規模なものが形成されている。ちなみに日本人街は1区、2区オペラ大通り及びサン＝タンヌ通り界隈で形成されているが、最近は韓国系による店が増えている。

3区は、パリ中央部のやや北東寄り、1区 の北東の境界線に接している。セーヌ川の北の地域にある。面積は1.17平方キロメートルで、20区のうちでは2区に次いで2番目に小さい。
北は、同じパリの行政区である10区に接し、北東の角にはレピュブリック広場がある。南は、ランビュトー通りやフラン＝ブルジョワ通りを境界として、4区に接している。東は、レピュブリック広場とバスティーユ広場を結ぶ道路を境界として、11区に接し、西はセバストポル大通りを境界として、1区と2区に接している。

### 隣接する自治体（行政区）
- パリの行政区のうち、以下の区。
  - 1区、2区、4区、10区、11区。

### 地区（カルチェ）

パリ・3区のカルチエ詳細図

パリの行政区は、それぞれ4つの地区（カルティエ）に区分されている。3区を構成する4地区のコードと名称は、次のとおりである。
- 09 - アール＝ゼ＝メティエ地区 (Quartier des Arts-et-Métiers)
- 10 - アンファン＝ルージュ地区 (Quartier des Enfants-Rouges)
- 11 - アルシーヴ地区 (Quartier des Archives)
- 12 - サンタヴォワ地区 (Quartier Sainte-Avoye)

## 住民

### 人口
3区の人口は、パリが全20区になった直後の1861年には99,116人であったのが、約100年後の1962年には3分の2以下の62,680人となり、その後も減少を続けて1999年には34,248人となった。20区のうちで4番目に人口が少なく、1975年以降は、パリの人口の1パーセント台で推移している。2005年の推計では35,100人と見積もられており、人口の回復が見込まれている。
また、人口の減少とともに人口密度も減り続けており、1999年の人口密度は、1861年の3分の1をやや上回る29,247人となっている。しかし、20区のうちでは5番目に人口密度が高く、パリの平均人口密度の1.2倍である。人口の推移の詳細は、次のとおりである。
| 年     | 区人口 | 市人口    | 区人口／市人口 | 区人口密度 | 市人口密度 | 備考         |
| ------ | ------ | --------- | -------------- | ---------- | ---------- | ------------ |
| 1861年 | 99,116 | 1,696,141 | 5.84%          | 84,642     | 19,512     | 人口最大。   |
| 1872年 | 89,687 | 1,851,792 | 4.84%          | 76,590     | 21,303     |              |
| 1936年 | 66,233 | 2,829,753 | 2.34%          | 56,561     | 32,553     |              |
| 1954年 | 65,312 | 2,850,189 | 2.29%          | 55,775     | 32,788     |              |
| 1962年 | 62,680 | 2,790,091 | 2.25%          | 53,527     | 32,097     |              |
| 1968年 | 56,252 | 2,590,771 | 2.17%          | 48,038     | 29,804     |              |
| 1975年 | 41,706 | 2,299,830 | 1.81%          | 35,616     | 26,457     |              |
| 1982年 | 36,094 | 2,176,243 | 1.66%          | 30,823     | 25,035     |              |
| 1990年 | 35,102 | 2,152,423 | 1.63%          | 29,976     | 24,761     |              |
| 1999年 | 34,248 | 2,125,246 | 1.61%          | 29,247     | 24,449     |              |
| 2005年 | 35,100 | 2,166,200 | 1.62%          | 29,974     | 24,920     | 人口は推計。 |

- 注意
  - 人口密度は、1平方キロメートルあたりの人口。区人口密度は、3区の面積を1.171平方キロメートルとして算出した。また、市人口密度は、森林部（ヴァンセンヌの森、ブローニュの森）を除くパリ市全体の面積（86.927平方キロメートル）をもとに算出した。
  - 1962年から1999年までの区人口及び市人口は、フランス国立統計経済研究所のデータ （Île-de-France ）を参考とした。

## 政治・行政・司法

### 主な官公庁・公共機関
- 第3区役所 （Mairie du 3e arrondissement） - 3区の北東部に位置する。

## 経済

### 主な企業
- ジャン＝ポール・ゴルチエ本社 (Jean Paul Gaultier) - サン＝マルタン通り (325 Rue Saint-Martin) 325番地にあるファッションブランド。

### 主な店舗・商業施設
- マルシェ・デザンファン・ルージュ (Marché des Enfants Rouges) - パリ最古の常設市場といわれている[3]。
- メルシー (Merci) - ボーマルシェ大通り111番地 (111 Boulevard Beaumarchais) に所在する雑貨屋ないしセレクトショップ。サントノレ通りの"コレット"と同様の人気店。
- レクレルール (L'ECLAIREUR) - マレ地区のセヴィニエ通り40番地 (40 Rue de Sévigné) に所在するセレクトショップ。シャンゼリゼ通り店の他、90年代の短期間大阪梅田店、2009年まで東京の南青山店があった。
- ジャン＝ルイ・シェレル (Jean-Louis Scherrer) - 一時閉業状態だったが、現在マレ地区の北東端、テュレンヌ通り108番地 (108 Rue de Turenne) にあるファッションブランド。
- ジャマン・ピュエッシュ (Jamin Puech) - 1991年、パリで創業したパッチワーク柄のアクセサリーやバッグのファッションブランド。2001年にパリ、NYに次ぐ3店舗目として東京神宮前に開店。マレ地区ヴィエイユ＝デュ＝タンプル通り68番地 (68 Rue Vieille du Temple) に本店を置く。シャネル本店前カンボン通りやパリ6区マダム通り43番地 (43 Rue Madame)、大阪梅田などにも店舗があった[4]。
- マチュー・ビジュー (Mattieu Bijou) - タイユバンやミシェル・ロスタンでシェフパティシエを務め、2013年に独立開店した新進のショコラティエ。日本では松屋銀座で2018年初頭に期間限定で出店していた[5]。オランプ・ド・グージュ広場から南側、マレ地区のシャルロ通り28番地 (28 Rue Charlot) にある。

### 主な商店街
- パサージュ・ヴァンドーム（Passage Vendôme） - レピュブリック広場に面しているパサージュ。

## 教育

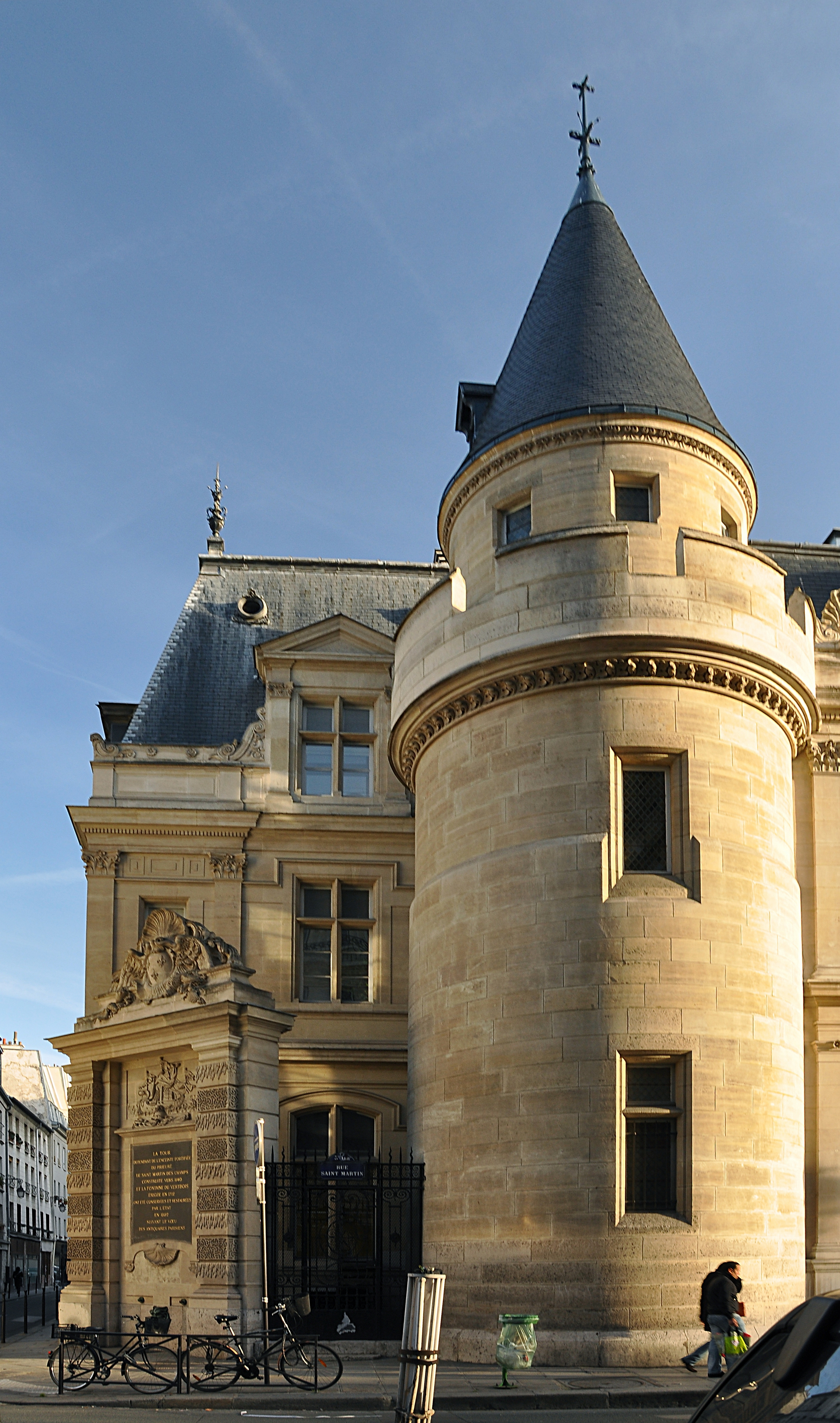
画像左は、ルイ14世によって構築されたフォンテーヌ・デュ・ヴェール・ボワ (緑の森の泉, Fontaine du Vert bois)。旧フィリップ・オーギュストの城壁に隣接した、サン＝マルタン通り270-292番地にある旧サン＝マルタン＝デ＝シャン小修道院 (fr)、現在の国立工芸院の建物北西端に設けられた。

### 大学等
- 国立工芸院 （コンセルヴァトワール・ナシオナル・デザール・エ・メティエ、Conservatoire national des arts et métiers）

## 宿泊施設

### 主な宿泊施設
- オテル・パヴィヨン・ド・ラ・レーヌ （Hôtel Pavillon de la Reine）
  - ヴォージュ広場の北側にあるホテル。パヴィヨン・ド・ラ・レーヌ (王妃の館)の建物を使用している。

## 文化施設

### 美術館・博物館
- カルナヴァレ博物館 （パリ歴史博物館） (Musée Carnavalet (Musée de l'Histoire de Paris))
- 工芸博物館 （Musée des Arts et Métiers） - 旧名は「国立技術博物館 （Musée National des Techniques ）」。
- 国立古文書館 （Archives nationales） - スービーズ館内にある。
- コニャック＝ジェイ美術館 (Musée Cognacq-Jay) – ドノン館を美術館として使用している。
- 狩猟自然博物館 (Musée de la chasse et de la nature) – ゲネゴー館を博物館として使用している。
- 錠前博物館 （Musée de la serrure） - リベラル・ブリュアン館を博物館として使用している。
- 人形博物館 (Musée de la Poupée)
- フランス歴史博物館 (Musée de l'Histoire de France) - スービーズ館内にある。
- ピカソ美術館 (Musée Picasso) – サレ館を美術館として使用している。
- ユダヤ芸術歴史博物館（Musée d'Art et d'Histoire du Judaïsme） - サン＝テニャン館を修復・復元および改装して1998年に博物館として開館した。

### 映画館・劇場
- デジャゼ劇場（Théâtre Déjazet）
  - 1770年開館の、現在までパリ最古の劇場とされる。レピュブリック広場沿いタンプル大通り (Boulevard du Temple) 41番地にある。
- マレ座（Théâtre du Marais）

## 宗教施設

### キリスト教
- サンテリザベート教会 （Église Sainte-Élisabeth）
- サン＝ドニ＝デュ＝サン＝サクルマン教会 （Église Saint-Denys-du-Saint-Sacrement）
- サン・ニコラ・デ・シャン教会 （Église Saint Nicolas des Champs）

### ユダヤ教
- ナザレ・シナゴーグ （Synagogue Nazareth）

## 観光・憩い

### 建築
- エルーエ館 （Maison de J. Hérouet）
- クリソン館（Hôtel de Clisson）
  - 現在はスービーズ館の一部となっている。
- ゲネゴー館 （Hôtel de Guénégaud）
  - 狩猟自然博物館として使用されている。サン＝テニャン館 / ユダヤ芸術歴史博物館
- サレ館 （Hôtel Salé）

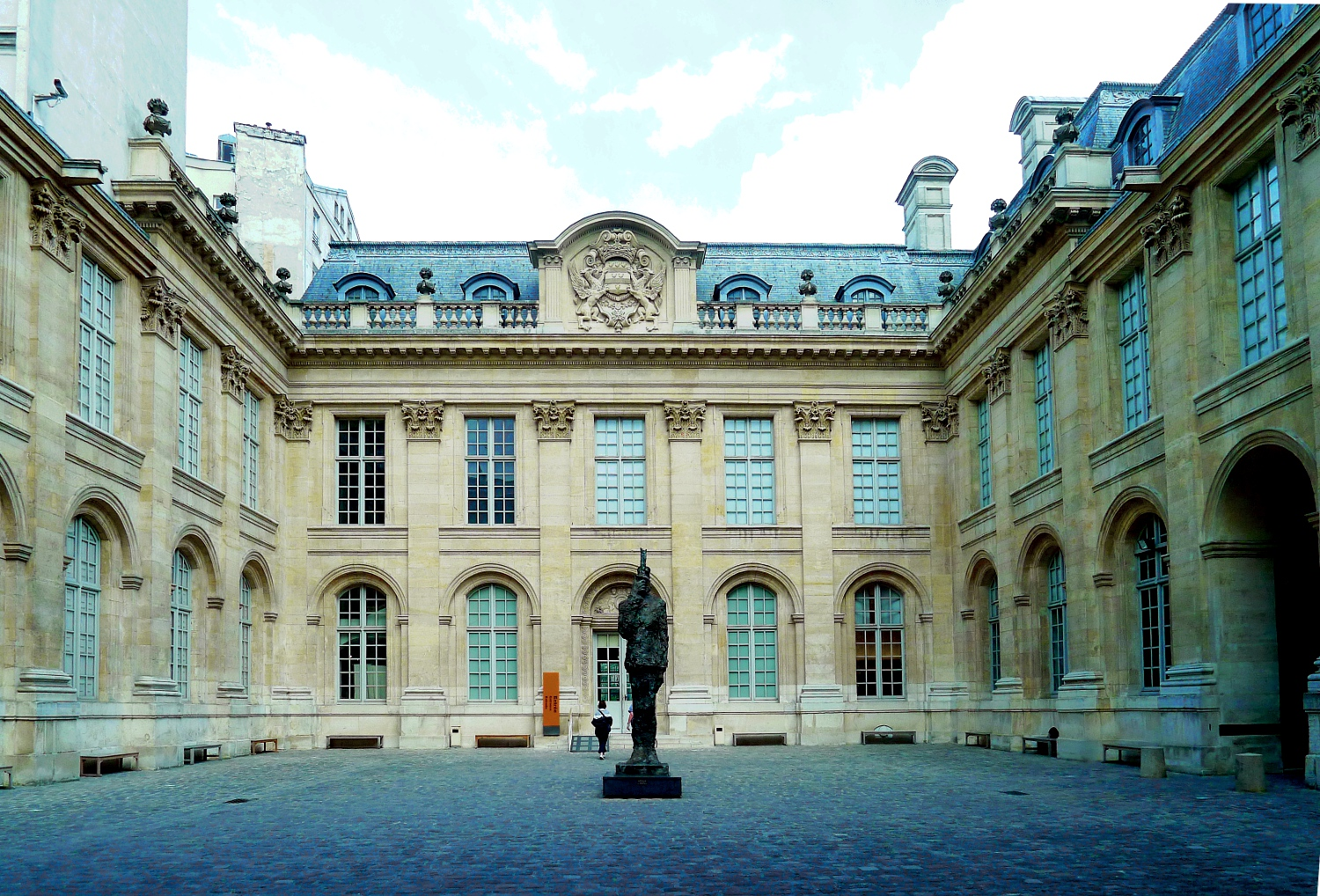
サン＝テニャン館 / ユダヤ芸術歴史博物館

  - 「サレ館（塩の館）」の名のとおり、もともとは17世紀の塩税徴税官の邸宅だった。1985年以降、ピカソ美術館として使用されている[8]。
- サン＝テニャン館（Hôtel de Saint-Aignan）
  - 修復・復元および改装して1998年にユダヤ芸術歴史博物館として開館した。
- スービーズ館 （Hôtel de Soubise）Pavillon de la Reine (Place des Vosges)

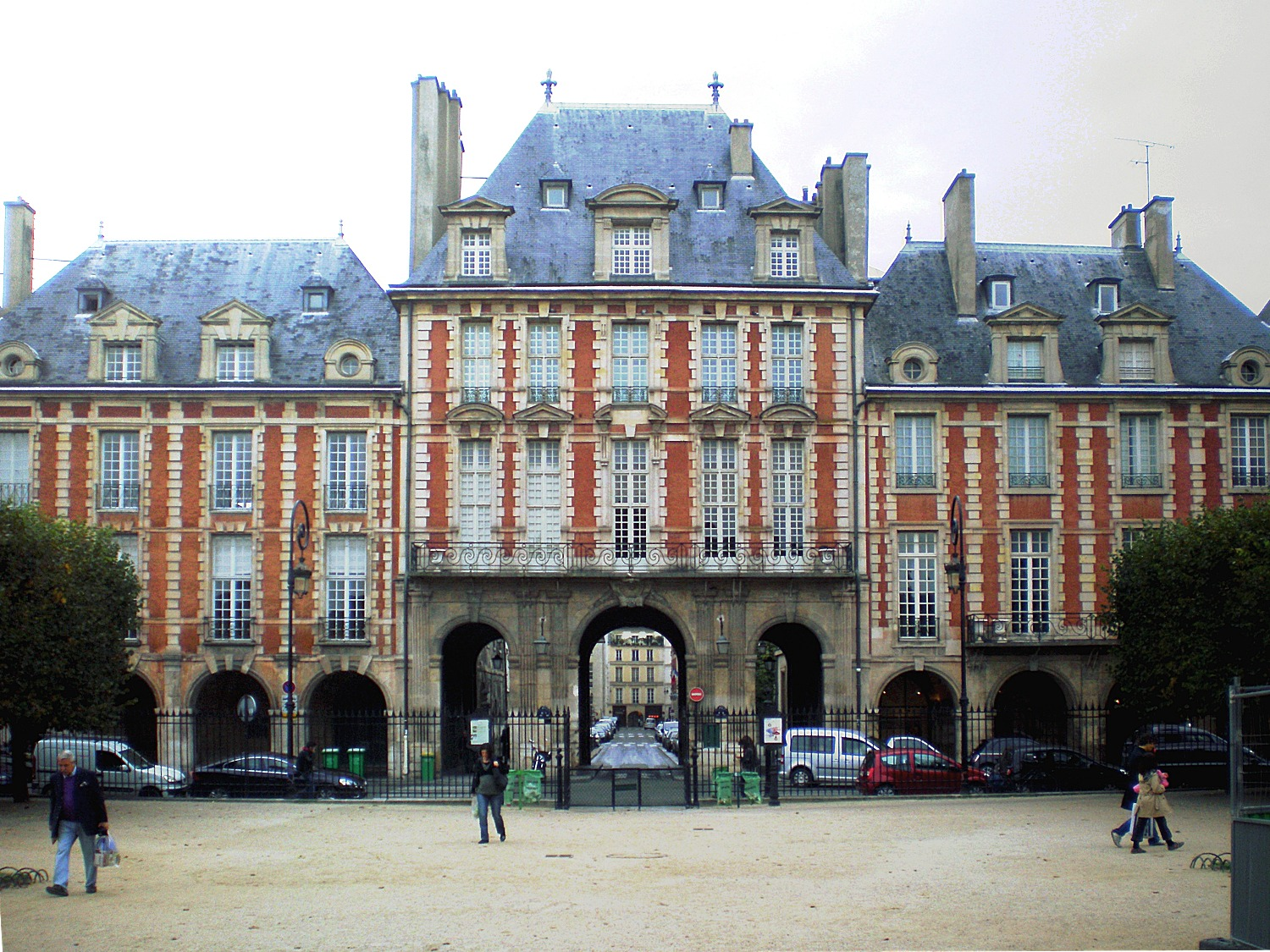
Pavillon de la Reine (Place des Vosges)

  - 館内にはフランス歴史博物館と国立古文書館がある。
- ドノン館 （Hôtel Donon）
  - コニャック＝ジェイ美術館として使用されている。Hôtel de Rohan

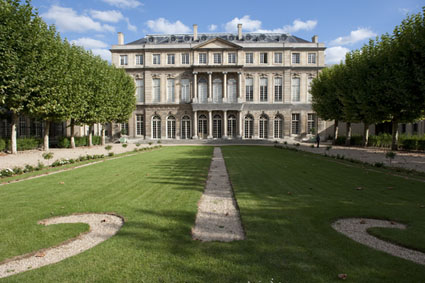
Hôtel de Rohan

- ニコラ・フラメルの家 （Maison de Nicolas Flamel）
  - 14-15世紀の錬金術師ニコラ・フラメルの邸宅。ポンピドゥー・センター（4区）の北側界隈、モンモランシー通り（Rue de Montmorency）51番地にある。現存するパリの民家では最も古く、1407年の建築[9]。
- パヴィヨン・ド・ラ・レーヌ (王妃の館) （Pavillon de la Reine）
  - 17世紀前半、ブルボン朝創始者アンリ4世が王妃マリー・ド・メディシスのために建設した。メディシス家（メディチ家）の"太陽の紋"が建物アーケード中央上に刻印されている。ヴォージュ広場北、3区側に位置しており、現在はホテルとして使用されている[10]。同広場南、4区側には王妃の館と南北で対を成して建つ王の館 (Pavillon du Roi) がある。

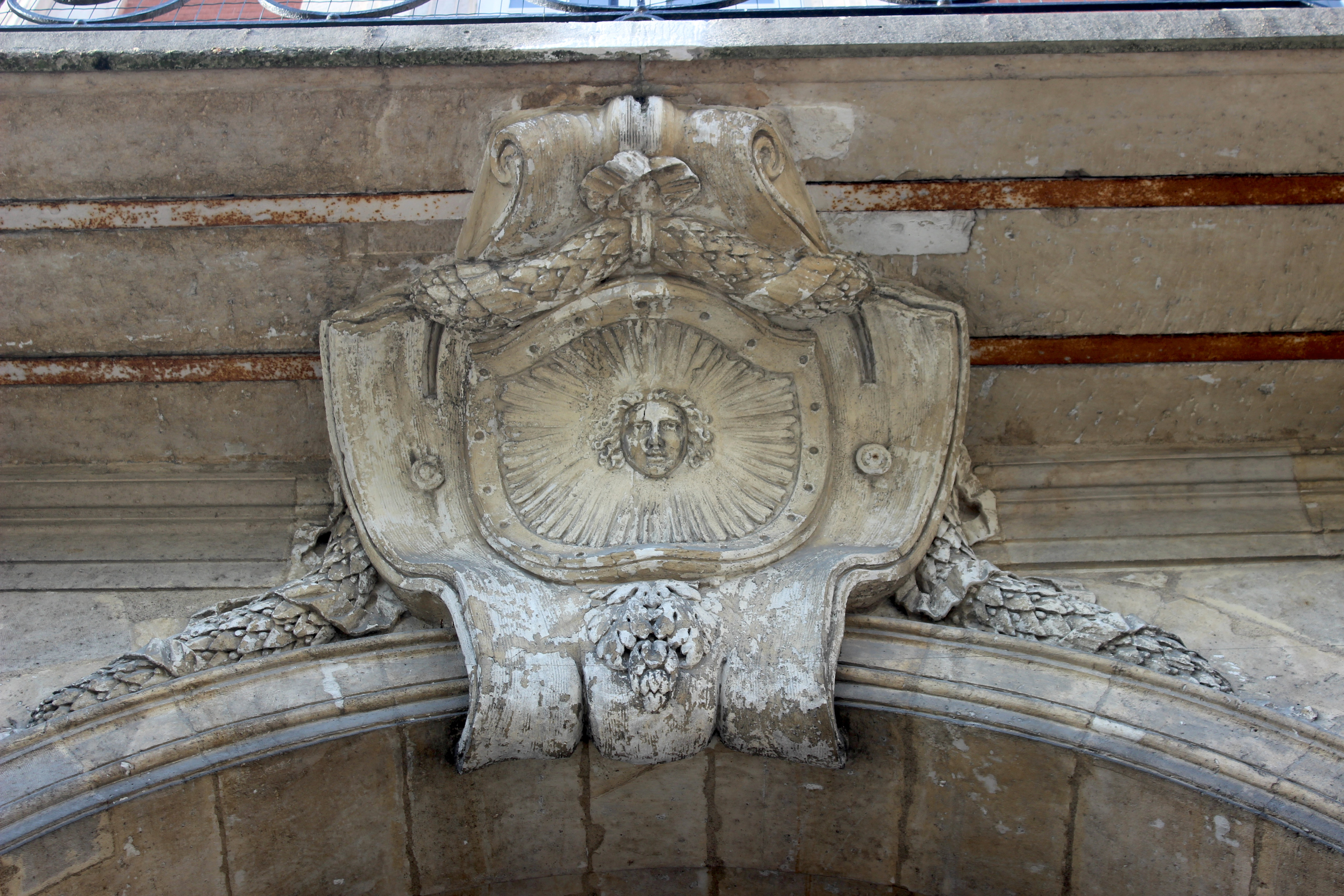
王妃の館が王の館と異なる点は、このメディチ家の"太陽の紋"の刻印

- リベラル・ブリュアン館 （Hôtel Libéral Bruant）
  - 錠前博物館として使用されている。
- ロアン館 (Hôtel de Rohan)

### 公園・緑地等
- エミール＝ショータン公園 （Square Émile-Chautemps）
- サンテニャン庭園 （Jardin Saint-Aignan） - サンテニャン館の庭園。
- タンプル公園 （Square du Temple）

## 交通

### 鉄道
- 地下鉄・メトロ （パリ交通公団（RATP）） （Métro）
  - ■3号線 （Ligne 3 du Métro）
    - レオミュール＝セバストポル駅 – アール・ゼ・メティエ駅 – タンプル駅 – レピュブリック駅

  - ■4号線 （Ligne 4 du Métro）
    - ストラスブール＝サン＝ドニ駅 – レオミュール＝セバストポル駅

  - ■5号線 （Ligne 5 du Métro）
    - レピュブリック駅のみ。

  - ■8号線 （Ligne 8 du Métro）
    - ストラスブール＝サン＝ドニ駅 – レピュブリック駅 – フィーユ・デュ・カルヴェール駅 – サン＝セバスチャン＝フロワサール駅 – シュマン・ヴェール駅

  - ■9号線 （Ligne 9 du Métro）
    - ストラスブール＝サン＝ドニ駅 – レピュブリック駅

  - ■11号線 （Ligne 11 du Métro）
    - ランビュトー駅 – アール・ゼ・メティエ駅 – レピュブリック駅

### 道路

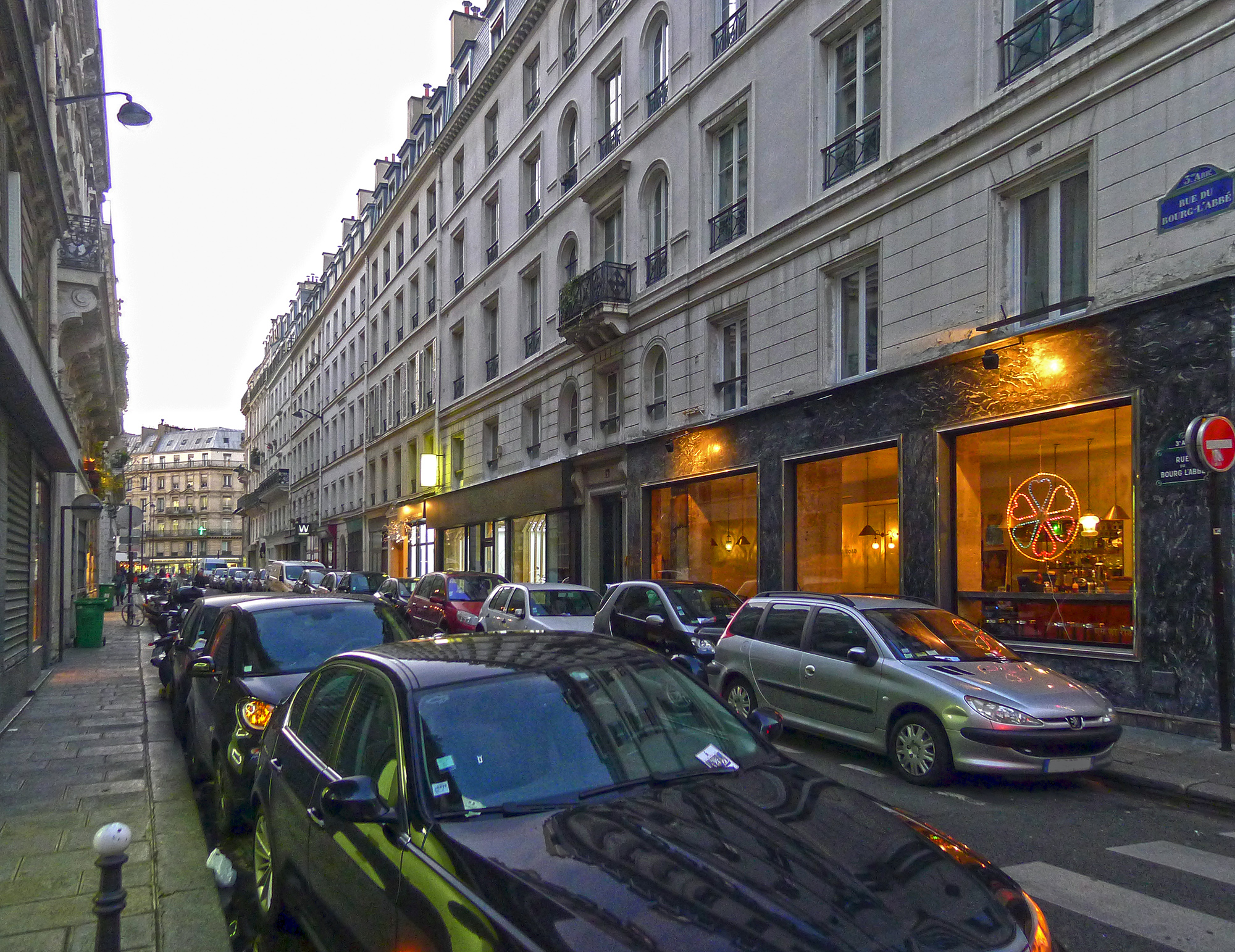
Rue du Bourg-l'Abbé
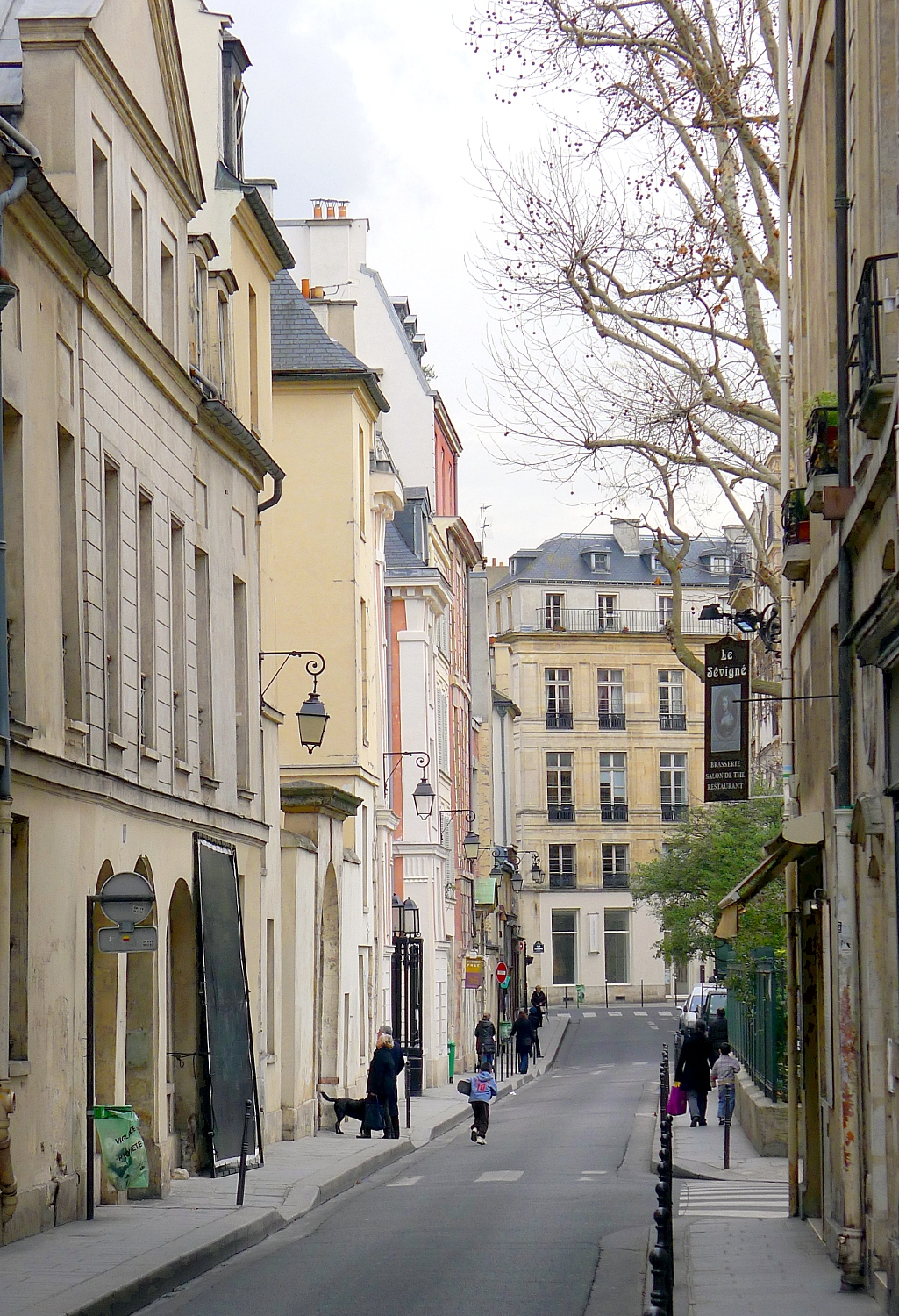
Rue du Parc-Royal
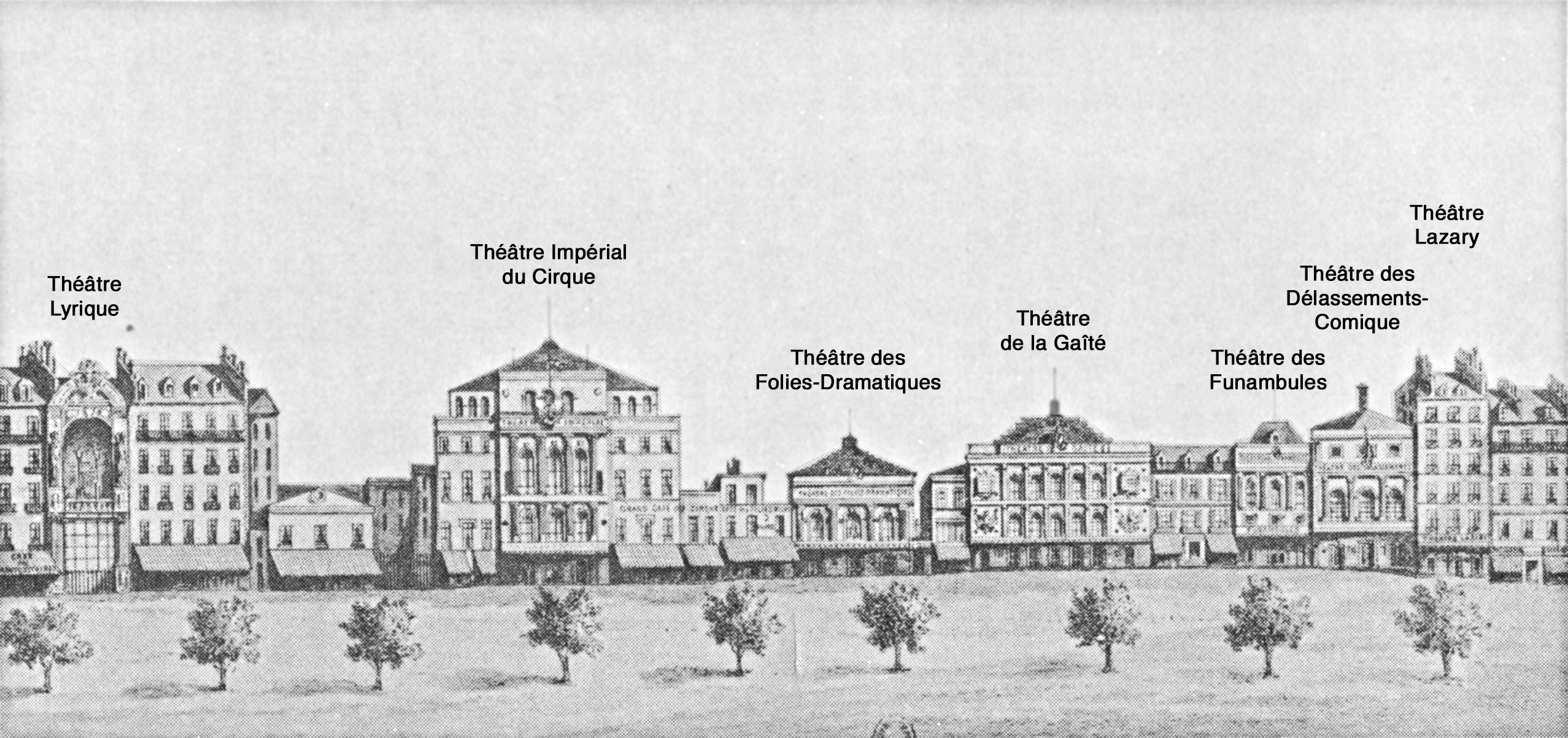
タンプル大通り界隈の劇場群, 1862年頃
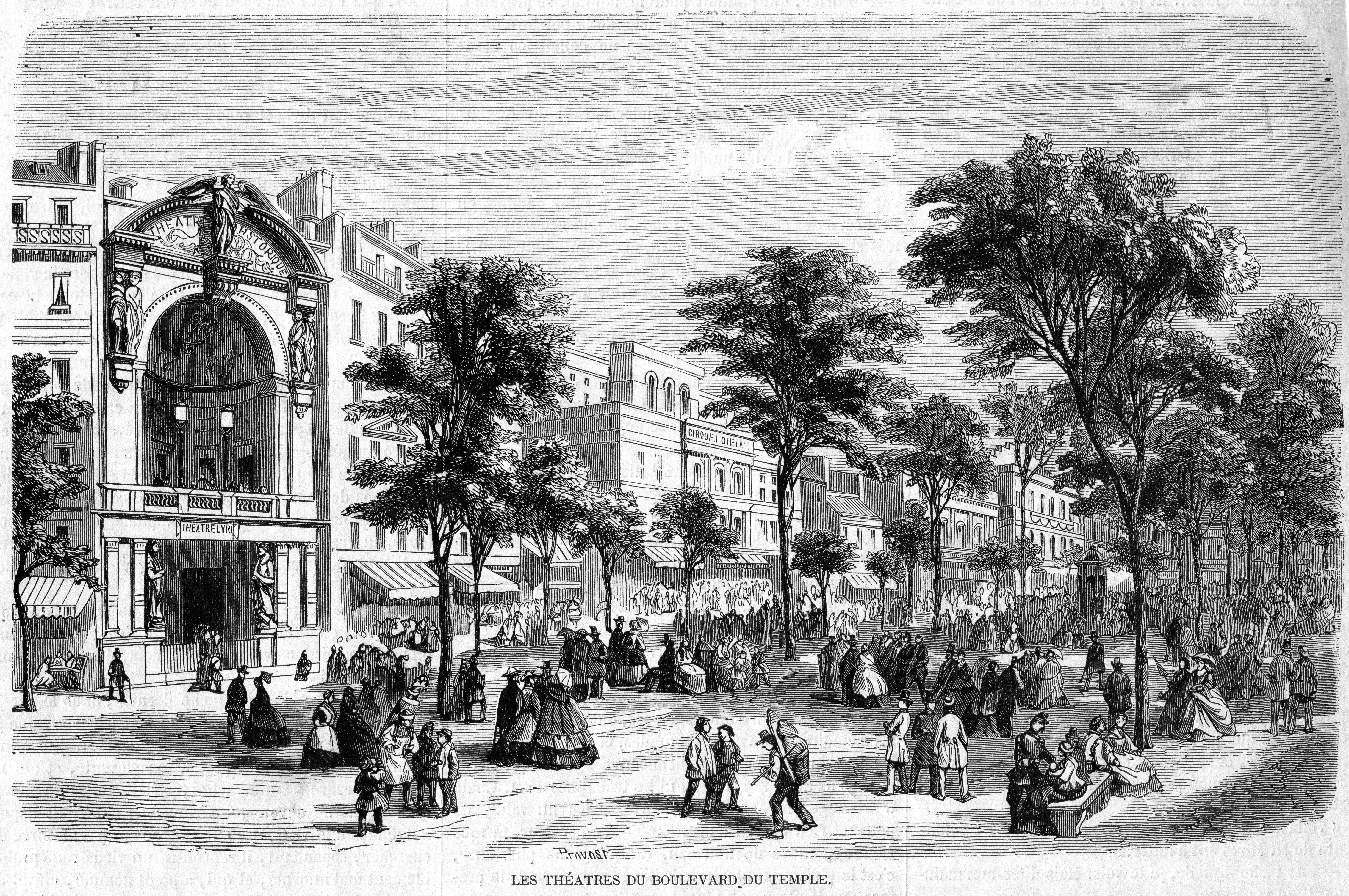
パリ改造による取壊し前の劇場群の画, タンプル大通り, 1862年 (Les théâtres du boulevard du Temple en 1862 avant destruction ; à gauche : théâtre Historique/théâtre Lyrique (L'Illustration, 1862).)
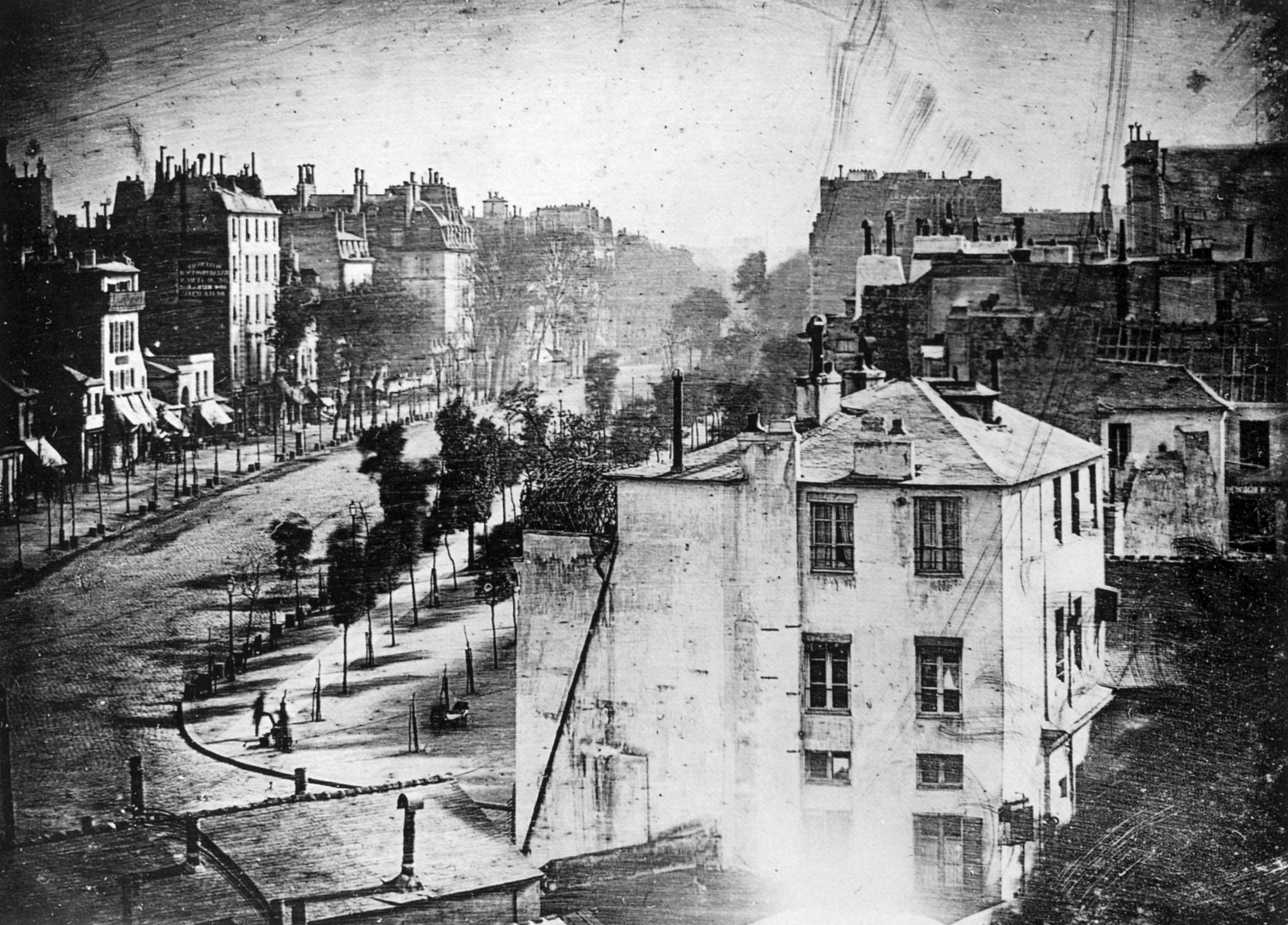
レピュブリック広場の現在のヴェリーヌ兵舎[12]から、初期のダゲレオタイプで写したタンプル大通り, 1838年 (Le boulevard du Temple, Paris (1838), l'un des tout  premiers daguerréotypes. Le cliché semble avoir été pris depuis l'actuelle caserne Vérines, située place de la République[13].)
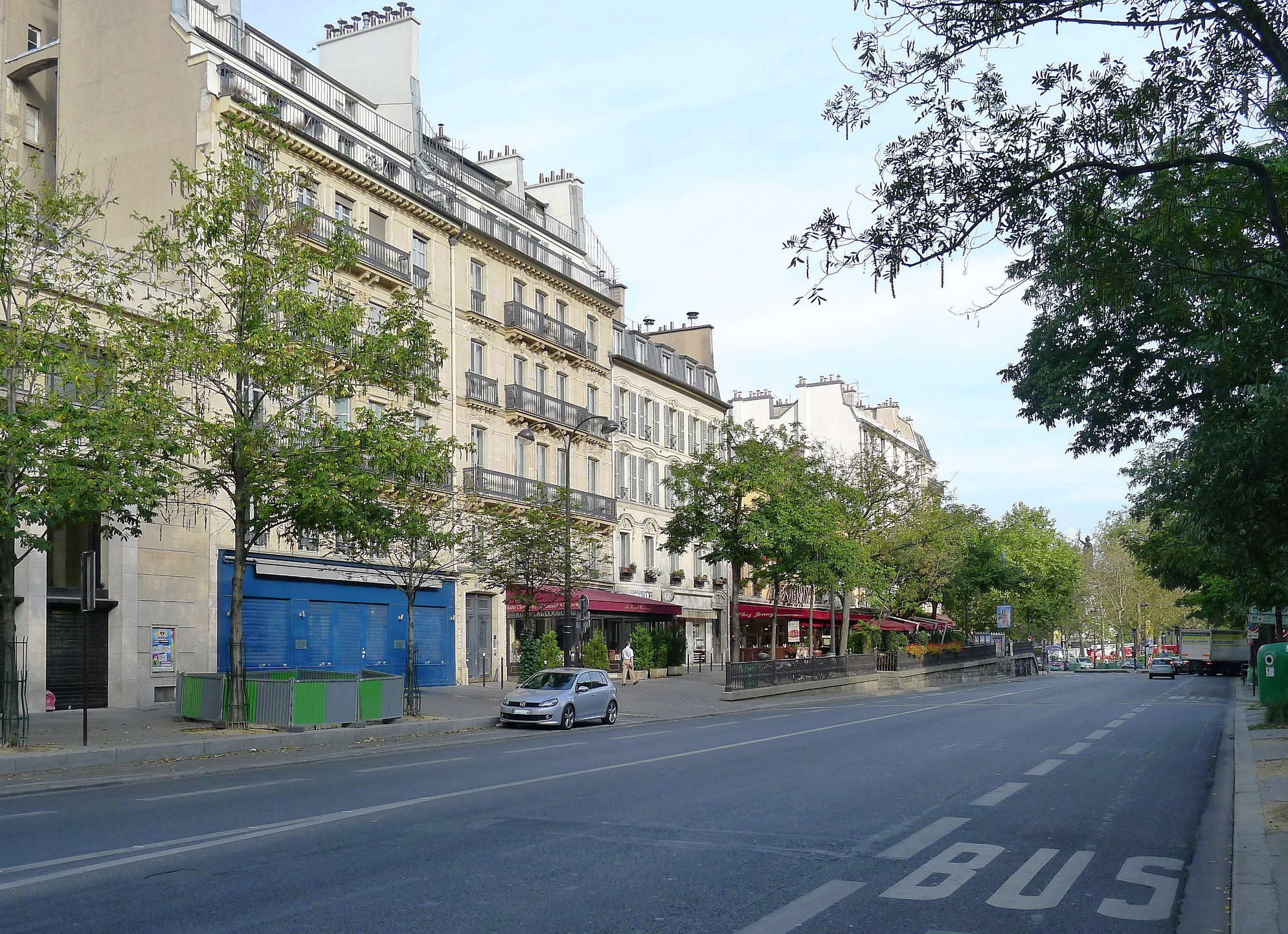
レピュブリック広場付近のタンプル大通り界隈 (Le boulevard du Temple à son débouché sur la place de la République.)

- アルシーヴ通り（Rue des Archives）
- サン＝ドニ大通り（Boulevard Saint-Denis）
  - 下記サン＝マルタン大通りから3区と10区との境界線上を東西に走る通り。
- サン＝マルタン大通り（boulevard Saint-Martin）
  - 区内北東端にあるレピュブリック広場から西へ、3区と10区との境界線上を東西に走る。サン＝マルタン凱旋門を抜けた後、上記サン＝ドニ大通りと名を変え同様にサン＝ドニ凱旋門を抜けた後、ボンヌ・ヌーヴェルと名を変え、さらにポワソニエール、モンマルトル、イタリアン、カピュシーヌ、マドレーヌ大通り等と名を変えて、2区と9区との境界線上を東西に走る"グラン・ブールヴァール"から、ガルニエ宮(オペラ座)周辺界隈まで続いていく。
- サン＝マルタン通り（Rue Saint-Martin）
  - 4区内では、サン＝メリー教会やポンピドゥー・センター沿いを走り北側に向かうと、3区内では区内西側を南北に伸び、そのままサン＝マルタン凱旋門を抜けると、10区内ではフォーブール・サン＝マルタン通りと名を変え19区フランドル大通りに接続する。ポルト・ラ・ヴィレットを抜けパリ郊外からは国道2号線 (fr) に接続し、パリ＝シャルル・ド・ゴール空港を経由し、ベルギー (フランドル) 国境ベティ二方面に向かう。かつての「ローマ街道」の道にあたる。4区内で東西に走るリヴォリ通りと交差し、サン＝ジャック塔がそびえるサン＝ジャック公園に沿ってセーヌ川方向南側へ走ると、同4区に位置するシテ島でノートルダム・ド・パリやパリ警視庁、オテル＝デュー病院前を走るシテ通りを介して、5区カルチエ・ラタンの中心を南北に貫くサン＝ジャック通りに接続する。同サン＝ジャック通りと共にパックス・ロマーナ期の街ルテティア時代から都市の中心軸を成していた。
- セバストポル大通り（boulevard de Sébastopol）
  - 2区との境界線上を南北に伸びる。セーヌ川左岸(南岸)サン＝ミッシェル大通りからシテ島のパレ大通りを介して、1区・4区南側セーヌ川河岸周辺シャトレ広場やサン＝ジャック塔界隈からセバストポル大通りと名を変え続く。交差する1区・4区境界上のリヴォリ通りシャトレ駅交差点周辺界隈が繁華街にあたり、そこから、西にサン＝ドニ通り、東に上記サン＝マルタン通りとに挟まれた形でそれぞれ南北に並走する。2区・3区境界上を越え10区内からストラスブール大通りと名を変え、西にフォーブール＝サン＝ドニ通り、東にフォーブール＝サン＝マルタン通りと共に同区内を南北に並走し、パリ東駅南側正面界隈まで伸びてゆく。 Statue de sainte Catherine à l'angle des rue de Sévigné et Saint-Antoine (厳密には4区のセヴィニェ通りとサンタントワーヌ通り乃至リヴォリ通りとの交差地点から見るアレクサンドリアのカタリナ)

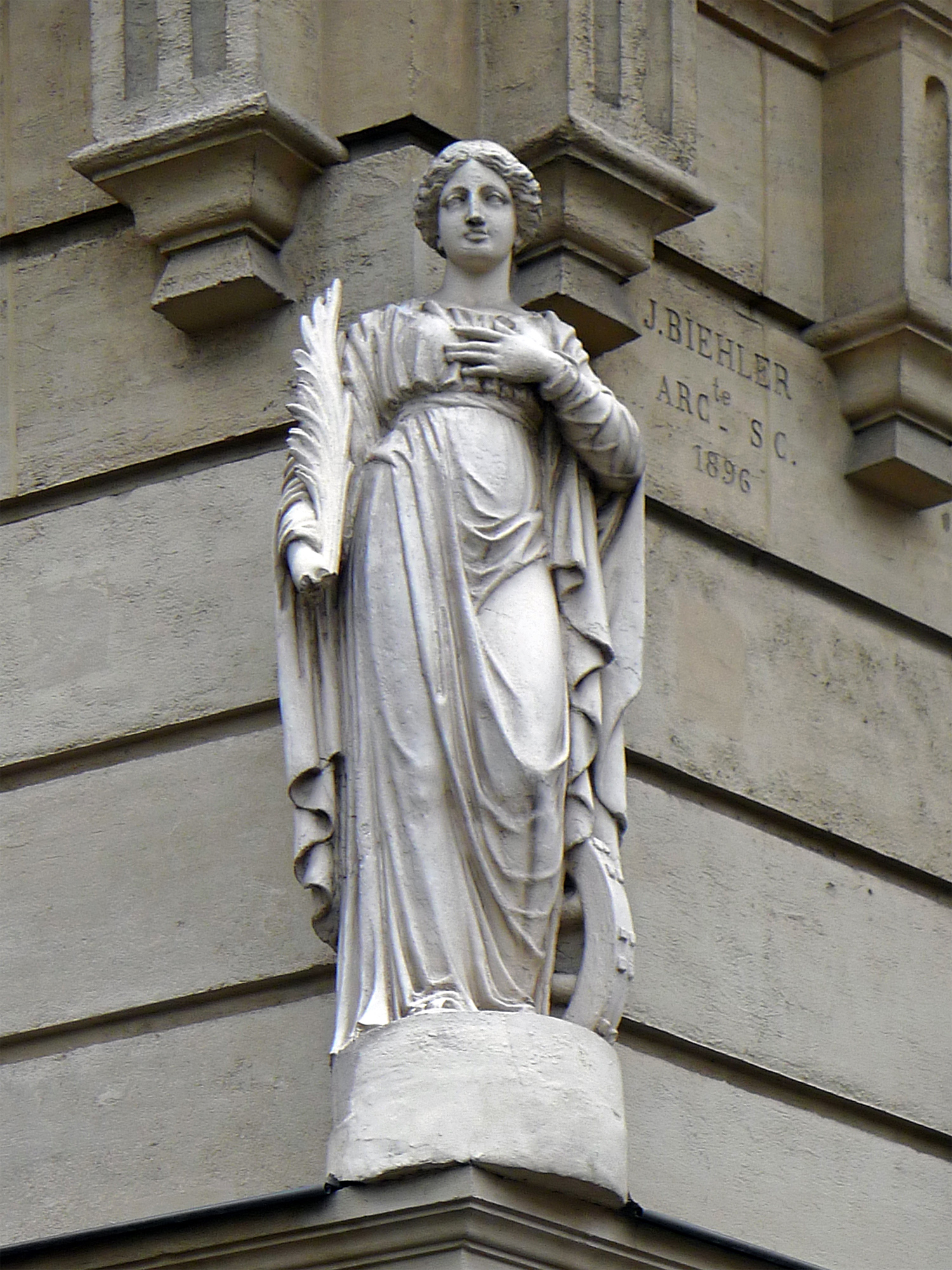
Statue de sainte Catherine à l'angle des rue de Sévigné et Saint-Antoine (厳密には4区のセヴィニェ通りとサンタントワーヌ通り乃至リヴォリ通りとの交差地点から見るアレクサンドリアのカタリナ)

- セヴィニェ通り（Rue de Sévigné）
  - 4区から南北に続く通りで、通り北端が3区に差し掛かる。4区側リヴォリ通り乃至サンタントワーヌ通りとの交差点界隈にサン＝ポール・サン＝ルイ教会がある。また、同教会の南西セーヌ河岸側にはオテル・ド・サンスやオテル・ドーモン等マレ地区の代表的建物が建つ。
- タンプル大通り（boulevard du Temple）
  - レピュブリック広場から3区と11区との境界線上を南へ走り、フィーユ＝デュ＝カルヴェール大通り・ボーマルシェ大通りと名を変え4区と11区との境界線上へ続く、3区・4区マレ地区から見て東側を南北に走る通り。バスティーユ広場まで続く。3通りとも、上記サン＝ドニ、サン＝マルタン大通り･･等と共に"レ・グラン・ブールヴァール"に括られる。1770年創業の、現在までパリ最古の劇場とされるデジャゼ劇場 (Théâtre Déjazet) が、レピュブリック広場沿い同通り41番地にある。元々は、17世紀半ばルイ14世治世下、シャルル5世の壁跡に拓かれた道だった。ルイ16世の治世からルイ・フィリップの治世 (1835年7月、ルイ・フィリップ自身当大通りで暗殺未遂に遭うが) にかけて、並木道が整備され、いくつものカフェや、サン＝ジェルマン市場(冬)、サン＝ローラン市場(fr, 夏)に開かれていた市場演劇ないし劇場 (fr) が集積し、賑わいのある通りとなっていた。また、犯罪をテーマとしたメロドラマが多く演じられたことから"ブールヴァール・デュ・クリム (Boulevard du crime)" 等と呼ばれていた。パリ改造により1862年、タンプル大通りとして拡張され、半分に削られたフォーリー・マイエー (Folies-Mayer, 後のデジャゼ劇場) を残し、数十軒あった劇場は姿を消した。通り名はタンプル塔ないしテンプル騎士団から。
- タンプル通り（Rue du Temple）
  - 4区リヴォリ通りオテル・ド・ヴィル前広場から北側に進み、サン＝メリー教会やポンピドゥー・センターを過ぎて、3区内に入ると右斜め上にレピュブリック広場まで走る。その先10区・11区境界線上を走るフォーブール＝デュ＝タンプル通り、19区・20区区界を走るベルヴィル通りへ続く。モンモランシー公の居宅「Hôtel de Montmorency」も所在した。
- テュルビゴ通り（rue de Turbigo）
  - あるいは"チ"ュルビゴ通り。3区内を右斜め上に走り、マリアンヌ像があるレピュブリック広場に至る。
- テュレンヌ通り（Rue de Turenne）
  - あるいは"チ"ュレンヌ通り。セヴィニェ通りの東側、区内東側を南北に走り、区境を走るフィーユ＝デュ＝カルヴェール大通りないしボーマルシェ大通りと並走する。
- パルク＝ロワイヤル通り（Rue du Parc-Royal）
- ヴィエイユ＝デュ＝タンプル通り（Rue Vieille-du-Temple）
  - ブティックや雑貨店、レストラン、ブーランジュリーその他食材店･･等[14]が連なるマレ地区の中心を南北に走る通り。
- フィーユ＝デュ＝カルヴェール大通り（Boulevard des Filles-du-Calvaire）
- フラン＝ブルジョワ通り（Rue des Francs-Bourgeois）
  - リヴォリ通りの北側、4区との境界線上を並走する、マレ地区の中心を東西に走る通り。ユニクロや無印良品等の日本ブランドから、マイケル・コース、パリ市内各所や東京南青山にもあるザディグ・エ・ヴォルテール (Zadig et Voltaire)、化粧品店のシャネル ル・マレ ボーテ、マック (M・A・C Cosmetics)、ゲラン、6区レンヌ通りや東京銀座にもある南仏発の香水店エステバン (ESTÉBAN Paris Parfums) 本店･･等が軒を連ねる。通り沿いにはセヴィニエ通りとの交差点角にカルナヴァレ美術館があり、テュレンヌ通りとの交差点を過ぎ、通りを東側にさらに進むとヴォージュ広場の北側に出る。 フラン＝ブルジョワ通り3区側から見る、当通り4区側21番地にあるアール・デコ調のブティック (n°21, façade de boutique classée à l'angle de la rue des Francs-Bourgeois.)

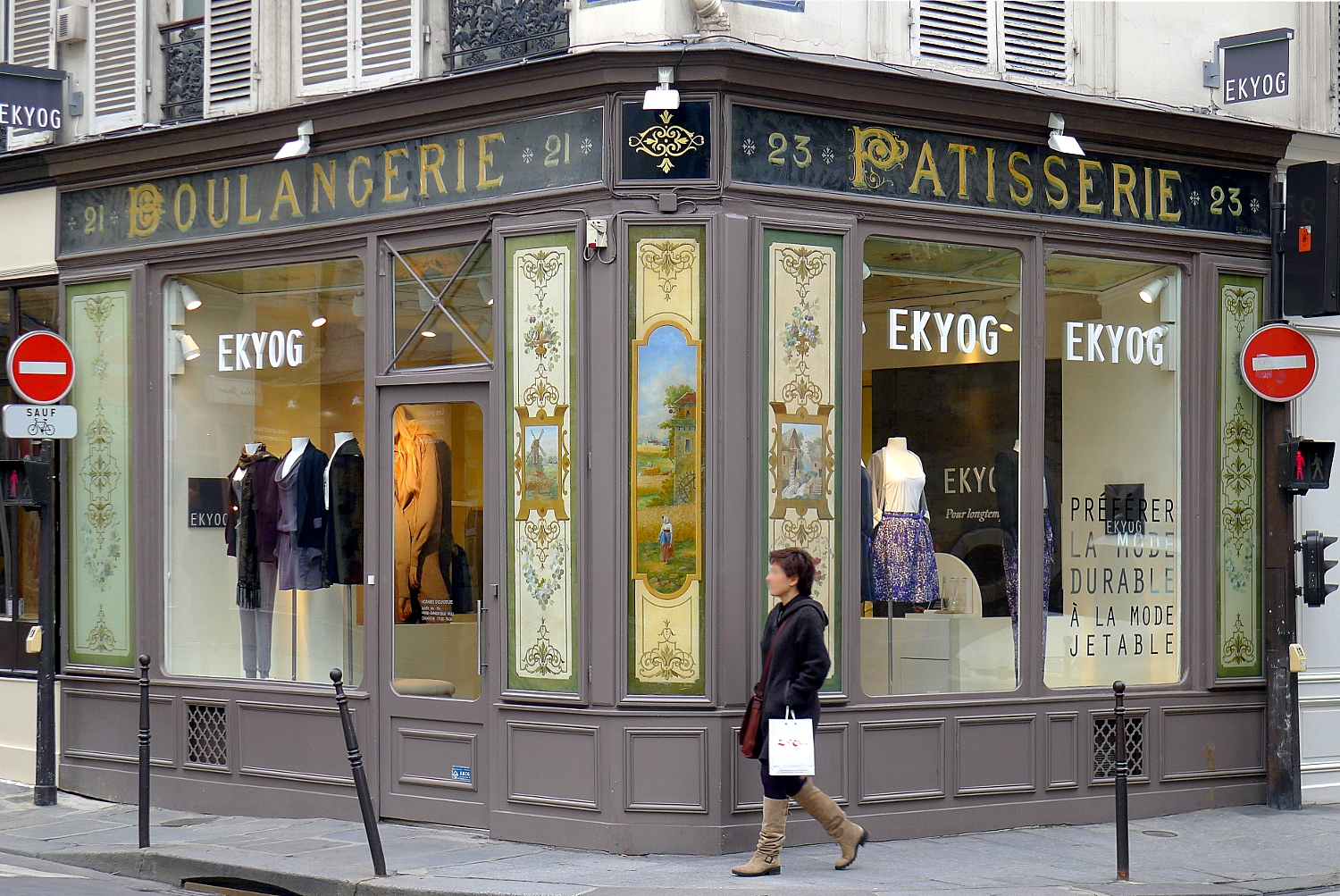
フラン＝ブルジョワ通り3区側から見る、当通り4区側21番地にあるアール・デコ調のブティック (n°21, façade de boutique classée à l'angle de la rue des Francs-Bourgeois.)

- ブルターニュ通り（Rue de Bretagne）
  - 区内中央部を東西に走る下記レオミュール通りが上記タンプル通りとの交差点でブルターニュと名を変え、上記テュレンヌ通りからはさらにフロワサール通りと名を変え上記フィーユ＝デュ＝カルヴェール大通りに接続する。
- ボーブール通り（Rue Beaubourg）
- ボーマルシェ大通り（Boulevard Beaumarchais）
  - 上記タンプル大通り、フィーユ＝デュ＝カルヴェール大通り等と名を変えレピュブリック広場とバスティーユ広場とを結ぶ。南を東西に流れるセーヌ川、東側を南北に走るボーマルシェ、北側を東西に走る上記ブルターニュ、西側を南北に走る上記ボーブールに囲まれた3区・4区に跨がる界隈が"マレ地区"にあたる。
- モンモランシー通り（Rue de Montmorency）ニコラ・フラメルの家 (Maison de Nicolas Flamel) 。1407年築。現在はレストランでモンモランシー通り51番地にある。

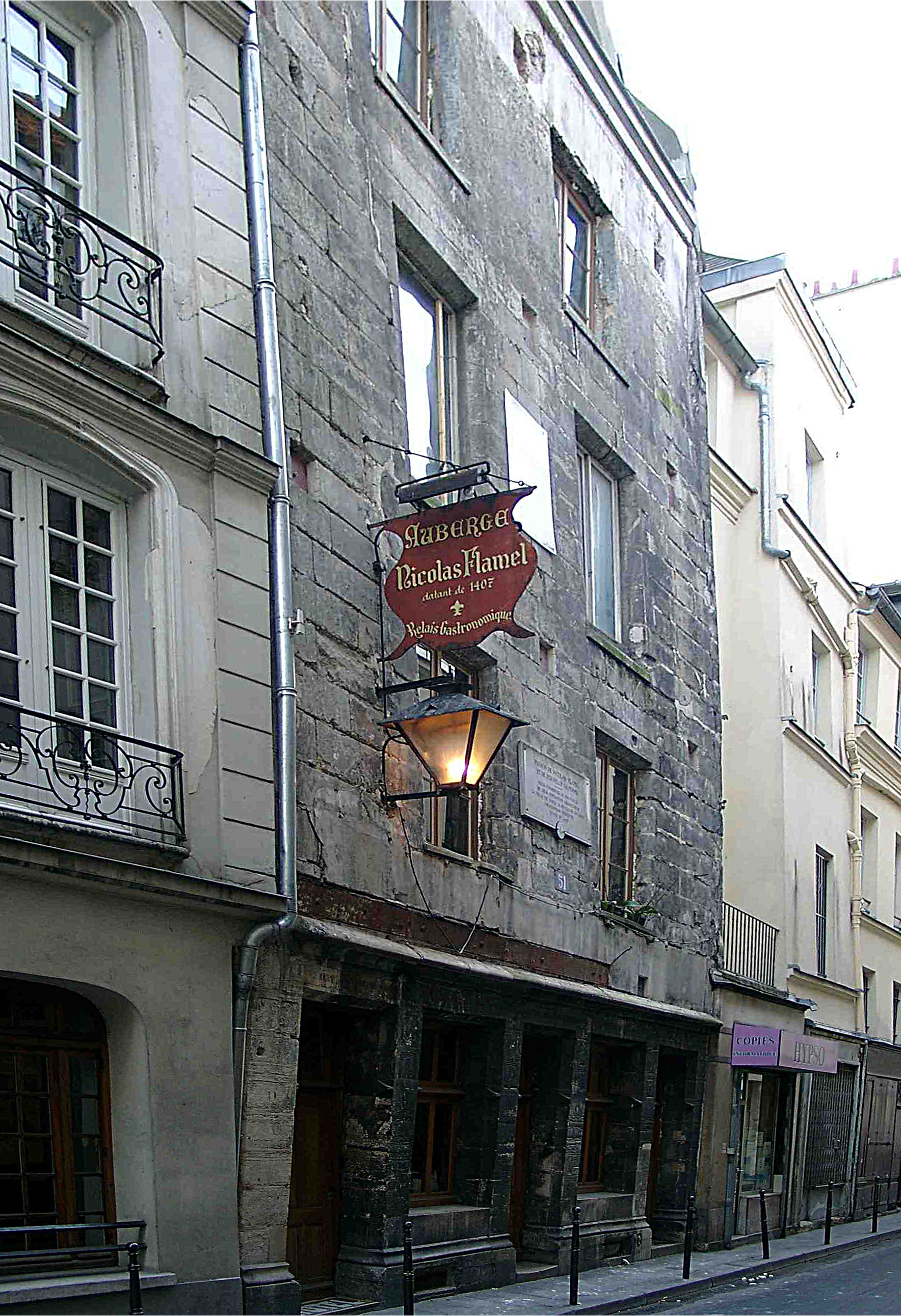
ニコラ・フラメルの家 (Maison de Nicolas Flamel) 。1407年築。現在はレストランでモンモランシー通り51番地にある。

- ランビュトー通り（Rue Rambuteau）
  - 2区との区境を南北に走るセバストポル大通りから、ポンピドゥー・センターの北側沿い、交差するボーブール通りを抜けると、通り東側で上記フラン・ブルジョワ通りと名を変え続く、4区との境界線上を東西に走る通り。
- レオミュール通り（Rue Réaumur）
  - 9区オペラ広場から東側に走ると、2区中央部へ伸びるキャトル＝セプタンブル通りが同2区内でレオミュール通りと名を変え、3区内中央部まで東西に伸びる通り。途中上記ブルターニュ通りと名を変え3区内を東側へ続いてゆく。

### 広場・交差点
パリの「広場（プラス、Place）」は、しばしば2以上の道路が交差する場所に位置し、中心の「島」を道路が周回するロータリー状の交差点となっている場合が多い。中心の「島」部分は、オベリスクや緑地等に利用されている場合もあり、凱旋門があるシャルル・ド・ゴール広場は世界的に有名である。3区の広場や交差点には、次のようなものがある。
- オランプ・ド・グージュ広場 (Place Olympe de Gouges)
  - マレ地区から北東レピュブリック広場の南側に位置する。界隈には公立ピエール＝ジャン・べランジェ中学 (Collège Pierre-Jean Bérenger)、同べランジェ小 (École primaire Bérenger)、パティスリージャック・ジュナン (Jacques Genin)、イル＝ド＝フランス地域圏クロワッサンコンクール[15]優勝ないし上位常連のブーランジュリートゥ・オトゥー・デュ・パン (Tout Autour du Pain) などがある。名称は、フランス革命期の女性運動家オランプ・ド・グージュに因んだもの。
- ヴォージュ広場 (Place des Vosges)
  - 3区と4区に跨がるマレ地区にある広場。広場北側パビヨン・ドゥ・ラ・レーヌ（王妃の館）等が建つ界隈が3区になる。かつて広場北側は、王室居城ないし宮殿のトゥルネル館 (Hôtel des Tournelles) が建つ場所だった。シュリー館 (hôtel de Sully) 前の馬上槍試合で重傷を負ったアンリ2世がトゥルネル館で亡くなった後、王妃カトリーヌ・ド・メディシスがイタリア様式のテュイルリー宮殿を建造するために同館は16世紀半ばに売却された。後に、ブルボン朝創始者アンリ4世が一般に開放した公共広場に造成し、次代の王ルイ13世と王妃アンヌ・ドートリッシュの時代に完成した。広場周囲を囲む赤煉瓦建物群に当時の貴族らが居住した。広場中心はスクアール・ド・ルイ13世（ルイ13世公園）になる。
- レピュブリック広場 (Place de la République)
  - 3区、10区、11区の境界に位置している。

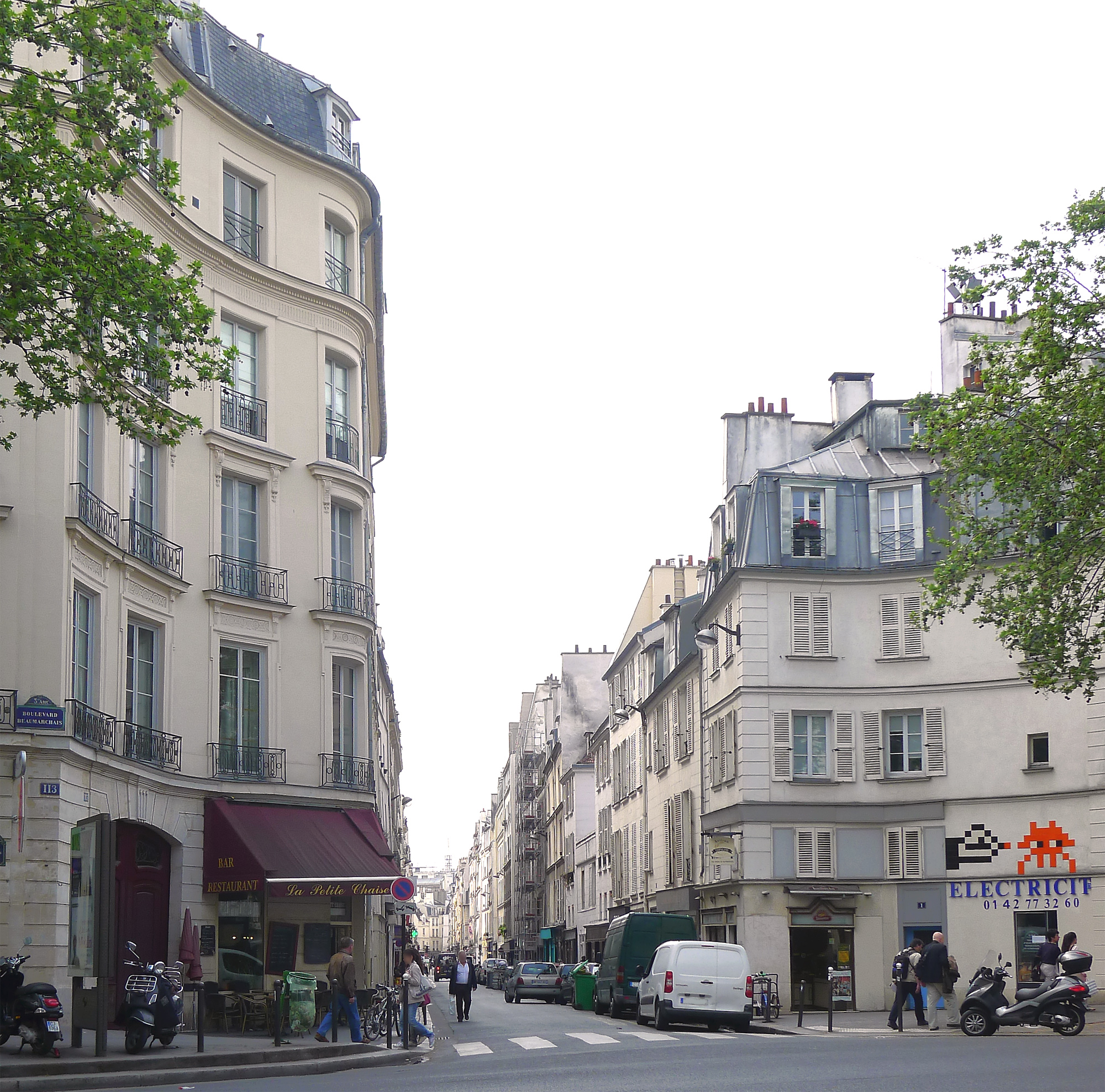
ポントシュー通り（フランス語版）
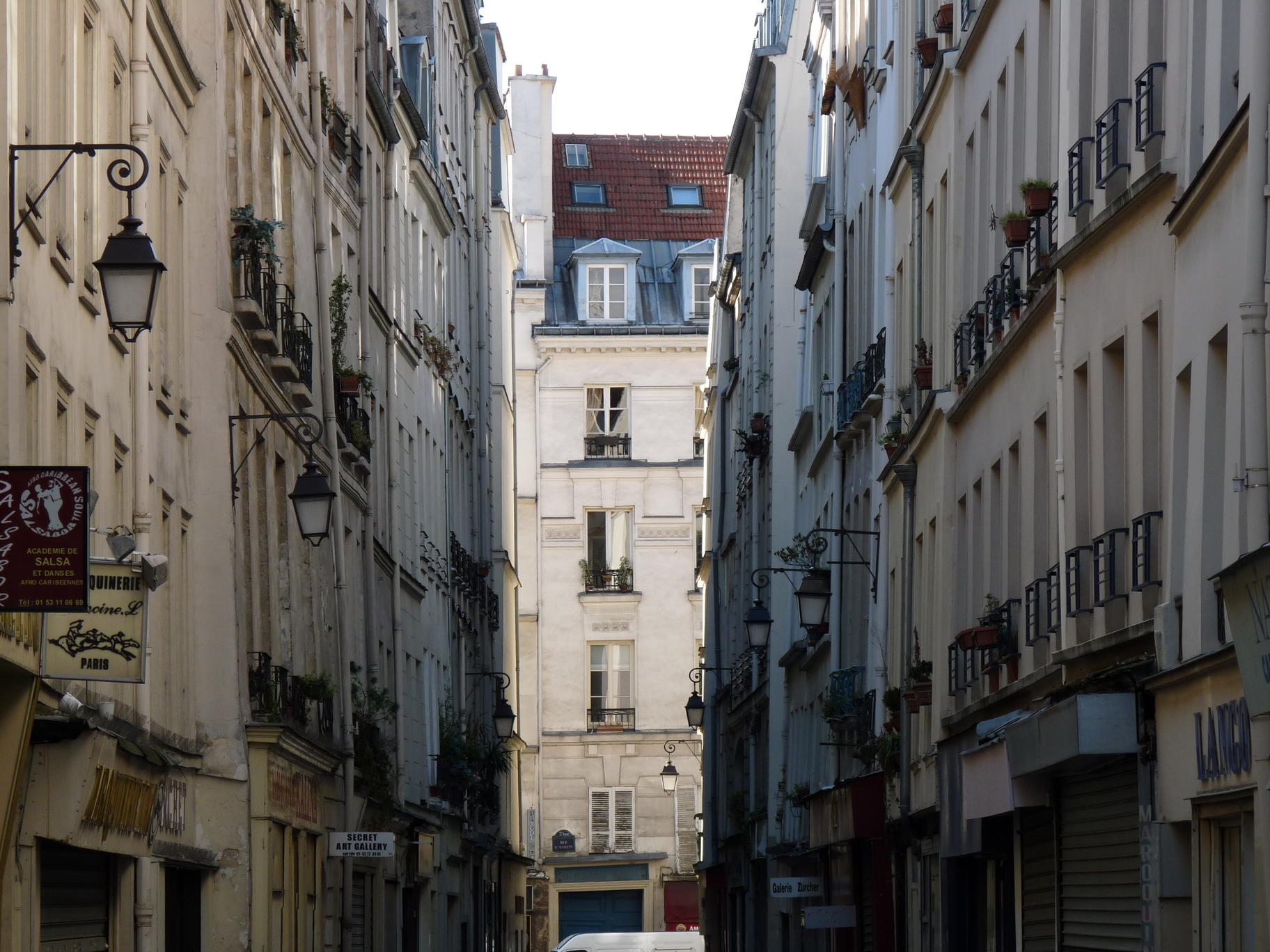
(ランビュトー通りの北側を東西に並走する)シャポン通りを、(同通りと南北に交差する)ボーブール通りから(同様に南北に交差する)サン＝マルタン通り方向西側を見る (Rue Chapon, vue vers l'ouest, prise de la Rue Beaubourg.)。画像はシャポン小 (École primaire Chapon) があるボーブールとの交差点側から撮影。。
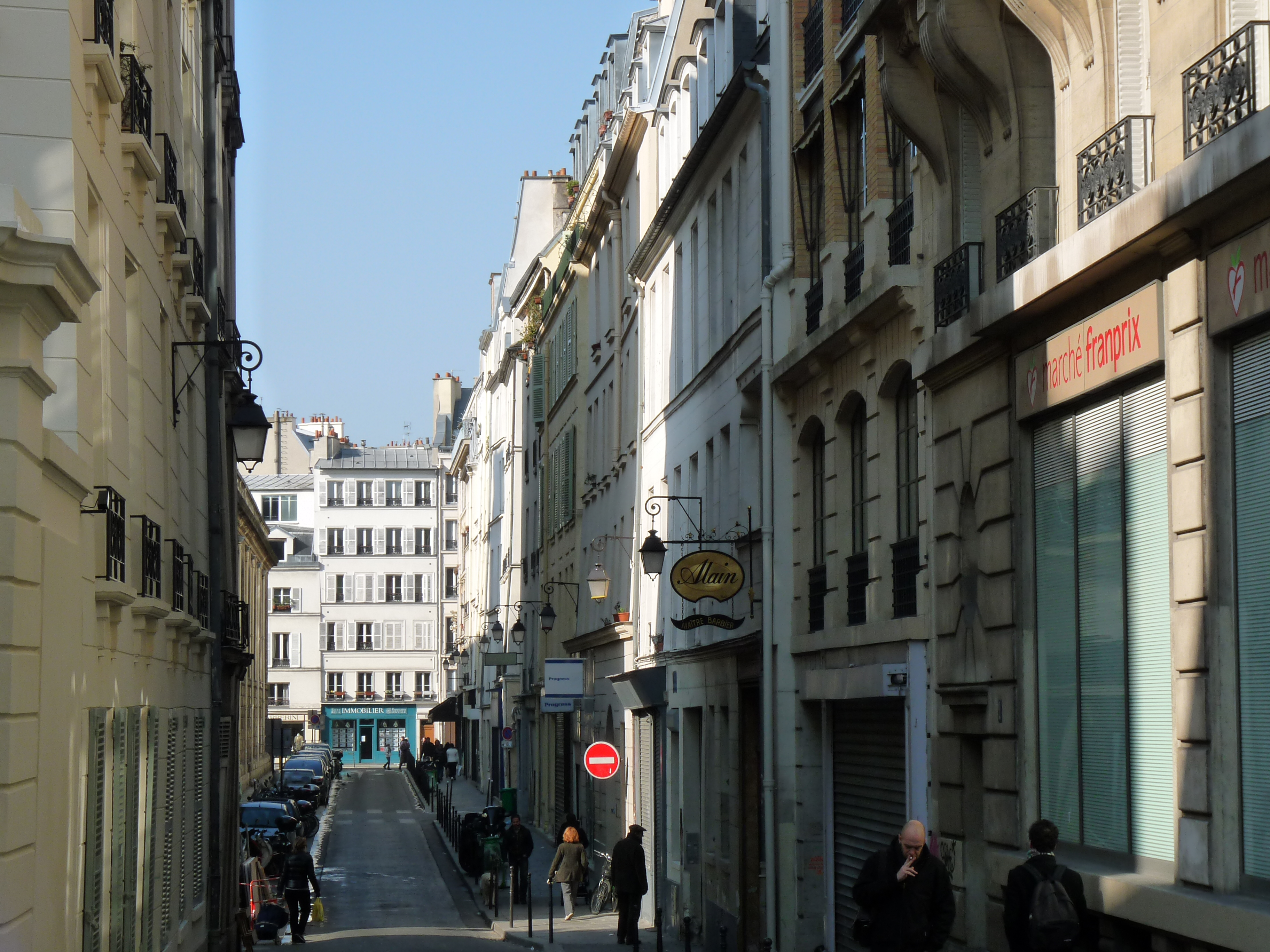
ボーマルシェ大通りから見るサン＝クロード通り (Rue Saint-Claude vue depuis le boulevard Beaumarchais)

## 著名な出身者

### 貴族
- アンヌ・ルイーズ・ジェルメーヌ・ド・スタール（スタール夫人、女流作家、批評家、フェミニストの走り） - ミシェル＝ル＝コント通り (rue Michel-le-Comte) 28番地の hôtel d’Hallwyll 出身
- ジョルジュ・サンド（女流作家、フェミニスト）
  - メレー通り (Rue Meslay) 46番地（旧15番地）出身。フレデリック・ショパン（作曲家）との1838年のマヨルカ島への逃避行から始まり、アンドル県シャトールー近郊ノアン、1839年から9区ピガル通り (rue Pigalle) 16番地のサンドの家でサンドの子らも含め4人で同棲。また、1846年から1847年頃まで夏季のヴァカンスの時期はノアンで過ごした。1842年には9区テブー通り (rue Taitbout) 80番地のスクワール・ドルレアン (Square d'Orléans) の隣同士の番地建物で暮らした。別れたすぐ後、ショパンはヴァンドーム広場界隈で居住死去。

### 文化
- ジェラール・ド・ネルヴァル（象徴派詩人） - 現在のサン＝マルタン通り (Rue Saint-Martin) 168番地出身。4区にあるリセ・シャルルマーニュに通っていた。
- ジョルジュ・メリエス（"最初の映画監督"、"SFXの父"）- 現在のサン＝マルタン大通り (Boulevard Saint-Martin) 47番地出身

## 著名な居住者

### 貴族
- ニコラ・フーケ（ベル島侯爵およびムラン子爵およびヴォー子爵ニコラ・フーケ、法服貴族、大蔵卿） - 5 Rue de Montmorency
- セヴィニエ侯爵夫人マリー・ド・ラビュタン＝シャンタル - 8 Rue de Montmorency
- マントノン侯爵夫人フランソワーズ・ドービニェ（ルイ14世の貴賤結婚相手） - 宮廷に上がりマントノン侯爵夫人と名乗る前、現在のパリ3区にあたる貴族街マレ地区ペイエンヌ通り (Rue Payenne) 13番地のシャティオン館に居住。
- ポリニャック公爵夫人ヨランド・ド・ポラストロン（王妃マリー・アントワネットの女官総監） - マレ地区ペイエンヌ通り (Rue Payenne) 11番地のマルル館 (Hôtel de Marle) に居住。

### 学者
- ルドルフ・ディーゼル - 38 Rue Notre-Dame-de-Nazareth

### 文化
- フランソワ・マンサール（建築家、バロック建築の代表格） - 現在のパリ5区、カルチエ名と被るフォーブール・サン＝ヴィクトール (Faubourg Saint-Victor) 生まれ。後年、マレ地区ペイエンヌ通り (Rue Payenne) に居住し亡くなる。
- オノレ・ド・バルザック - 122 Rue du Temple

### 芸能
- メイトル・ギムス（ラッパー、シンガーソングライター） - コンゴ系移民で若年期にパリ3区9区19区と移り住む。

### その他
- カリオストロ（詐欺師、自称「カリオストロ伯爵」） - ボーマルシェ大通り99番地及びサン＝クロード通り（フランス語版）1番地界隈に居住
- ネストル・マフノ（革命家） - 10 Rue de Montmorency

## ゆかりの人物

### 政治
- アルファ・コンデ（ギニアの大統領） - 15歳の時にフランス領西アフリカギニアからパリに渡り、パリ3区のリセ・チュルゴ (Lycée Turgot) で学んだ。その後、パンテオン・ソルボンヌ大学（パリ第1大学）に入り、同大学教授。